# Leugen
Een leugen is een bewering waarvan de spreker (of schrijver) weet, dan wel had of zou moeten weten dat die in strijd is met de waarheid, vanuit aanwijsbare betrokkenheid. 
Er bestaan gradaties in de mate van opzet en in de mate waarin de bewering afwijkt van de waarheid. Bij afwezigheid van opzet spreken we van fantasie of een vergissing; bij geringe afwijking van de waarheid spreken we van een halve waarheid, overdrijving, of juist bagatellisering.
Soms is een leugen bedoeld als grap, of wordt dit achteraf als excuus aangevoerd.

## Opzet
Bij een leugen is opzet in het spel en de opzet kan in verschillende gradaties voorkomen.
Bij boze opzet is het doel een ander kwaad te berokkenen. Als iemand ten onrechte beweert een academische opleiding te hebben, is dit een leugen. Als iemand beweert dat een ander een misdaad heeft begaan en weet dat dat niet waar is, dan is er sprake van laster.
Als iemand wel over gegevens beschikt maar zijn uitspraken daar niet aan relateert is er ook sprake van een zekere mate van opzet. Hij had beter moeten, kunnen, weten. Ook hier kan het begrip leugen op worden toegepast.
Het verwijt te liegen weegt zwaar, met eufemismen als "een onwaarheid vertellen" blijft buiten beschouwing of er sprake is van opzet.
Liegen kan tot strafbare feiten leiden zoals valsheid in geschrifte, smaad, oplichting of meineed.
Een 'leugen om bestwil' is bedoeld om een goed doel te bereiken en wordt daarom milder beoordeeld.

## Geestesziekte
Bij de geestesziekte pseudologia phantastica worden herinneringsvervalsingen zo sterk, dat ze voor de lijder als waarheid geaccepteerd worden. Als hij deze onware "herinneringen" vervolgens uitspreekt, liegt hij niet in de strikte zin van het woord. Hetzelfde geldt voor lijders aan wanen. Het beweerde is volgens hen immers waar. Slechts door een specifieke manier van vragen toe te passen (trechteren) kan het geloof in een eigen waarheid worden doorbroken.
Daarnaast bestaat het zogenaamde pathologisch liegen. Een pathologische leugenaar weet, in tegenstelling tot de pseudologische leugenaar, heel goed dat zijn beweringen niet waar zijn, maar kan de impuls om te liegen niet bedwingen.
Bij de narcistische persoonlijkheidsstoornis vertelt de leugenaar over zijn behoeftes of grootste plannen die tot succes kunnen leiden, terwijl zijn plannen echter vaak niet haalbaar zijn.

## Typen leugenaars
Uit onderzoek is het volgende gebleken:
- 1% van de bevolking bestaat uit radicaal eerlijken.
- 94% bestaat uit gewone mensen die liegen binnen de grenzen van de betamelijkheid.
- 5% bestaat uit pathologische leugenaars: narcisten en psychopaten.

ook is bekend welke mensen uitbundiger liegen dan andere mensen:
- Extraverte mensen liegen meer dan introverte mensen.
- Intelligente mensen liegen makkelijker dan minder intelligente mensen.
- Populaire kinderen liegen meer dan minder populaire kinderen.
- Machtigen liegen makkelijker dan mensen met minder macht.
- Psychopaten en narcisten liegen meer dan psychologisch gezonde mensen.
- Politici liegen makkelijker en meer dan burgers.
- Excellente leugenaars neutraliseren het kritische vermogen van anderen door het geven van charmante complimenten en andere vriendelijkheden.

## Televisieseries en films over liegen
- Pinokkio (1940)
- Billy Liar (1963)
- Liar Liar (1997)
- The Invention of Lying (2009)
- Lie to Me (2009-2010)
- Pretty Little Liars (2010-2013)
- Inventing Anna (2022)